# Родин, Кирилл Владимирович
Кирилл Владимирович Родин (род. 5 апреля 1963, Москва) — советский и российский виолончелист, Заслуженный артист Российской Федерации.
Окончил Школу имени Гнесиных по классу Веры Бириной (1981) и Московскую консерваторию по классу Наталии Шаховской (1986). Лауреат ряда международных конкурсов, в том числе первых премий конкурса молодых исполнителей в Белграде (1984) и Международного конкурса имени Чайковского (1986).
Широко гастролирует по миру как солист и в составе фортепианного Брамс-трио. Среди записей значительное место занимает русский репертуар (концерты и сонаты Николая Мясковского, Дмитрия Шостаковича, Юлиана Крейна и др.).
С 1990 г. преподаёт в Московской консерватории, с 2004 г. доцент; среди его учеников, в частности, Борис Лифановский. Входил в состав жюри многих международных конкурсов, в том числе бессменный участник жюри Международного юношеского конкурса имени Чайковского.

## Награды
- Заслуженный артист Российской Федерации.
- Благодарность Министра культуры и массовых коммуникаций Российской Федерации (9 февраля 2006 года) — за  вклад в развитие советской музыкальной культуры[3].